# Ида (Крит)
Вижте пояснителната страница за други значения на Ида.
Ида или Псилоритис (на старогръцки: Ίδη, Idi, Ida; Ψηλορείτης, Psiloritis), планина на остров Крит в Гърция. Тя е една от трите високи над 2000 метра и се намира в Централен Крит, югозападно от главния град Ираклио.
Най-високият връх на Ида е Псилоритис с 2456 метра.